# Fredy Schmidtke
Fredy Schmidtke (* 1. Juli 1961 in Köln-Worringen; † 1. Dezember 2017 in Dormagen) war ein deutscher Bahnradsportler und Olympiasieger im Radsport.

## Biographie
Fredy Schmidtke absolvierte nach der Schule eine Ausbildung zum Rohrschlosser und verpflichtete sich dann für vier Jahre bei der Bundeswehr, wo er in einer Sportfördergruppe Dienst tat. Er war 1977 und 1978 jeweils zweifacher deutscher Jugendmeister. 1979 gewann er fünf nationale Titel und wurde am Ende des Jahres in Buenos Aires Juniorenweltmeister im 1000-Meter-Zeitfahren. Mit dem deutschen Team gewann er Bronze in der Mannschaftsverfolgung. 
Einen ersten internationalen Erfolg in der Männerklasse hatte er 1980, als er die erste Austragung des Großen Preises von Büttgen im Sprint gewann. 1982 gewann Schmidtke die Weltmeisterschaft im Zeitfahren. 1981 und 1982 wurde zudem Schmidtke Vize-Weltmeister im Tandemrennen der Amateure, jeweils gemeinsam mit Dieter Giebken. 1983 belegten die beiden gemeinsam den dritten Platz; Schmidtke wurde wegen Dopings mit Ephedrin disqualifiziert. Diese Entscheidung wurde im November desselben Jahres jedoch vom Weltradsportverband Union Cycliste Internationale (UCI) revidiert. 1984 nahm er an den Olympischen Sommerspielen in Los Angeles teil und wurde Olympiasieger im 1000-Meter-Zeitfahren, im Sprint belegte er Platz acht.
Nach dem Olympiasieg vernachlässigte Schmidtke das Training. 1985 wurde er bei den deutschen Bahnmeisterschaften in Mannheim nur Zehnter im Zeitfahren und in der Folge aus dem Nationalteam gestrichen. Er beendete seine Karriere und eröffnete ein Sportgeschäft, mit dem er nach kurzer Zeit insolvent ging. In diesem Zusammenhang ist ein Zitat von ihm überliefert: „Ich habe morgens einen Squashball verkauft, mittags wurde es dann etwas ruhiger.“ 1988 versuchte er ein sportliches Comeback, wurde aber nur Elfter im Zeitfahren bei den deutschen Bahnmeisterschaften in Stuttgart. Nach dem endgültigen Ende seiner Sportkarriere betrieb er zunächst ein Sportartikelgeschäft und arbeitete später in seinem alten Beruf bei einem Tochterunternehmen von Bayer, auch um seine hohen Schulden abbezahlen zu können.
Schmidtke startete für die SG EC/Bayer Köln-Worringen (heute: SG Köln-Worringen).
Am 1. Dezember 2017 starb Fredy Schmidtke an den Folgen eines Herzinfarktes. Er hinterließ seine Frau und zwei Söhne. Schmidtke wurde am 15. Dezember 2017 auf dem alten Friedhof in Zons in einer Urne beigesetzt.

## Erfolge
1979
- Junioren-Weltmeister – 1000-Meter-Zeitfahren, Sprint

1980
- Deutscher Amateur-Meister – 1000-Meter-Zeitfahren, Sprint, Tandem (mit Dieter Giebken)

1981
- Amateur-Weltmeisterschaft – 1000-Meter-Zeitfahren, Tandem (mit Dieter Giebken)
- Deutscher Amateur-Meister – 1000-Meter-Zeitfahren, Sprint, Tandem (mit Dieter Giebken)

1982
- Weltmeister – 1000-Meter-Zeitfahren
- Amateur-Weltmeisterschaft – Tandem (mit Dieter Giebken)
- Deutscher Amateur-Meister – 1000-Meter-Zeitfahren, Sprint, Tandem (mit Dieter Giebken)

1983
- Amateur-Weltmeisterschaft – Tandem (mit Dieter Giebken)
- Deutscher Amateur-Meister – 1000-Meter-Zeitfahren, Tandem (mit Dieter Giebken)

1984
- Olympiasieger – 1000-Meter-Zeitfahren
- Deutscher Amateur-Meister – Sprint, 1000-Meter-Zeitfahren